# Alejandro Otaola
Alejandro Otaola es un ejecutante y compositor mexicano, conocido por su trabajo al lado de Santa Sabina, agrupación a la que pertenece desde 1994, y del grupo de rock La Barranca, a la que se integró en 1998 y se separó en 2007;ese mismo año edita su primer trabajo (multimedia) solista Fractales. En el 2008 es invitado al XV Festival Internacional de Video Arte en Casablanca, Marruecos. Es el primer guitarrista mexicano cuya música ha sido incluida en el cd-sampler de la revista española 'Guitarra Total'. Actualmente se encuentra integrado al grupo de rock San Pascualito Rey próximo a editar un nuevo disco titulado "Valiente" además de estar promoviendo y distribuyendo gratuitamente su segundo disco solista El hombre de la cámara un trabajo grabado en vivo en el 2010 en la Cineteca Nacional durante el ciclo "Bandas Sonoras a Ritmo de Rock". Es guitarrista de la banda tapatía Cuca, después de la salida de Galileo Ochoa en el 2014; con dicha banda ha realizado 3 álbumes.
Ocasionalmente se presenta a dúo con Eblén Macari o como parte del ensamble Interior 3 junto a Jimena Giménez Cacho y Jorge 'Cox' Gaytán, además de colaborar con solistas y bandas como Cecilia Toussaint, El Haragán y Compañía, Quem, Zoe, Fratta, Panteón Rococó, Regina Orozco, San Pascualito Rey, Iraida Noriega, Monocordio, José Fors y A Love Electric (Todd Clouser), entre otros además de escribir también artículos para diversas revistas nacionales.

## Discografía

### Como solista
- Fractales, 2007
- El hombre de la cámara, 2010.

### Como integrante
En Santa Sabina:
- De la Raza pa'la Raza, 1994
- Concierto Acústico, 1995
- Babel, 1996
- MTV Unplugged, 1998
- Mar adentro en la Sangre, 2000
- Espiral, 2003
- Espiral (DVD en vivo), 2003
- XV aniversario, (doble en vivo) 2005

Acoplados:
- Un mundo una esperanza, 1997 ('El Príncipe del Látex')
- M.O.A., 2002 ('Solo el Mar')
- Capicúa Beat, 2003 ('Sin Aliento')
- Grandes Éxitos, 2004
- Tributo a Rockdrigo González, 2004 ('Distante Instante')

En La Barranca:
- Denzura, 2002
- Cielo Protector, 2003
- El Fluir, 2005

En San Pascualito Rey:
- Salgamos de aquí sencillo promocional, 2011.

En Cuca:
- La venganza de cucamonga, 2015
- Seven, 2017
- Pornoblattea, 2020

Acoplados:
- Como un río loco, 2004 (Francia-Festival Garonne)
- Tributo a Rockdrigo González, 2004 ('Perro en el periférico')

### Como músico invitado
- Petróleo, Homónimo, 1997.
- Juan Blendl, 6:59, 1998.
- Panteón Rococó A la izquierda de la Tierra 1999.
- La Barranca Rueda de los Tiempos 1999.
- El diablo, El Diablo 1999.
- Zoe, Zoe, 2000.
- Helicón, Tributo a Caifanes vol. II, 2000.
- La Cizaña, Ichi-ni-san-shi, 2000.
- Cecilia Toussaint, Cecilia Toussaint, 2001.
- José Manuel Aguilera, Yendo al Cine Solo, 2001.
- Fratta, Motel, 2002.
- Los de abajo, Latin Ska Force, 2002.
- Regina Orozco, La Mega Bizcocho, 2003.
- Quem, Lugar Común/Afro Brazilian Folk, 2003/2007.
- Sr González Rompecabezas, 2004.
- Fratta Grandes Sexitos, 2004.
- El Haragán y Compañía/Rodrigo Levario, Tributo a Rockdrigo González, 2004.
- Monocordio, La hora del Tiempo, 2005.
- El Haragán y Compañía, Toquedkeda, 2005.
- Alonso Arreola, LabA Música Horizontal, 2006.
- Sr González, El Grao, 2007.
- Monocordio, Monocordio (Reedición, remix), 2007.
- Matiné, ¿Qué vas a hacer?, 2008.
- El Clan, Nadie está mejor muerto, 2008.
- Vera Concilión, Transparente, 2008.
- Forseps, Forseps 5, 2008.
- Klezmerson Klezmerol, 2008.
- José Fors, Dr. Frankenstein: La Ópera Rock, 2008.
- Fratta, Malafama, 2009.
- Sara Valenzuela, En la Cocina, 2011.